# Paolo Lanfranchi
Paolo Lanfranchi, nacido el 25 de julio de 1968 en Gazzaniga, es un antiguo ciclista italiano ya retirado que fue profesional entre 1993 y 2004. Antes de subir al profesionalismo ganó pruebas prestigiosas, en aquella época amateurs, como el Gran Premio Capodarco (1988) y el Giro del Medio Brenta (1990). Como profesional su mejor victoria fue 19.ª etapa del Giro de Italia 2000.

## Palmarés
| 1991 (como amateur) - Gran Premio Sportivi di Poggiana - 1 etapa del Giro del Valle de Aosta 1995 - 2.º en el Campeonato de Italia en Ruta 1999 - Tour de Langkawi - Gran Premio Internacional Telecom, más 1 etapa | 2000 - 1 etapa del Giro de Italia 2001 - Tour de Langkawi, más 3 etapas |

## Resultados en las grandes vueltas
| Carrera         | 1993 | 1994 | 1995 | 1996 | 1997 | 1998 | 1999 | 2000 | 2001 | 2002 | 2003 | 2004 |
| --------------- | ---- | ---- | ---- | ---- | ---- | ---- | ---- | ---- | ---- | ---- | ---- | ---- |
| Giro de Italia  | -    | -    | 15.º | 15.º | Ab.  | 18.º | -    | 12.º | 41.º | 41.º | 20.º | 61.º |
| Tour de Francia | -    | Ab.  | 14.º | 59.º | -    | -    | 18.º | -    | -    | -    | -    | -    |
| Vuelta a España | -    | 13.º | -    | -    | 17.º | Ab.  | -    | 38.º | -    | -    | -    | -    |
| Mundial en Ruta | -    | -    | 17.º | -    | -    | -    | -    | -    | 12.º | -    | -    | -    |

-: no participa

Ab.: abandono